# Quetta (Campodenno)
Quetta (Chèta in noneso) è una frazione del comune di Campodenno in provincia autonoma di Trento.

## Geografia fisica
Il paese è posto sull'altipiano sottostante a quello di Campodenno, delimitato a sud dalla valle del rio Belasi e a nord, verso Denno, dalla località Dossi nella Valle del Tuazen.
L'ASUC di Quetta è proprietaria inoltre del bivacco Baita Quetta (conosciuto anche come Quettarello), che sorge a 1856 m nei pressi della Malga Termoncello. Il rifugio è dotato di cucina e alcuni letti, utili per gli escursionisti che da qui possono raggiungere Malga Flavona o il Lago di Tovel.

## Storia

### Origini del nome
Il toponimo deriva dal latino quiētus/quētus 'quieto' alla forma femminile. Il termine quiēta inoltre in latino medievale indicava la cella monastica ubi quiescunt monachi (la camera monastica dove riposano i monaci), riferimento al vicino monastero di Michele Arcangelo, in località Maso Sant'Angelo, costruito nella seconda metà del XIII secolo.

### Età medievale
La prima attestazione del toponimo risale al 1266, in un documento riguardante il ponte della Nave, nel quale compare come testimone Belixonus da Quetta. Il paese probabilmente nacque in concomitanza con l'erezione del monastero di Michele Arcangelo, nella Pieve di Denno. Legati al monastero sono altri documenti dell'epoca che riportano il nome del paese, in particolare un testo che riportava una donazione per l'altare della chiesa di San Michele Arcangelo, alla quale prese parte come testimone Desiderato, figlio di Enrico, capostipite della famiglia Zilli. Desiderato nel 1317 donò dei terreni al monastero di Campiglio, collegato al monastero di Quetta. Prima di farsi monaco, egli ebbe un figlio, Çillius, primo membro della famiglia con questo nome che poi diventerà quello della stirpe Zilli (o Zilii, Gilii).
La decima di Quetta spettava ai de Enno, in particolare a Nicolò (figlio di Odorico, nipote del capostipite Olurandino), che la cedette prima del 1307 a Walter "di Cagnò", conosciuto anche come Walter di Flavon, fondatore della dinastia dei signori di Castel Corona che gestì il castello nel Trecento. Il figlio di Walter, Niccolò di Flavon, nel 1339 ottenne l'investitura da parte del principe vescovo di Trento Nicolò da Bruna delle decime di Campodenno, Lover, le vigne sub Cymana (un maso nei pressi di Denno) e Quetta, oltre a parte delle decime di Dercolo e Dres e di altri paesi della Val di Sole. Ancora nel 1385 un discendente di Walter di Flavon, Enrico (figlio di Matteo di Castel Corona), fu investito delle decime del nonno a Campodenno, Lover e Quetta, pro indiviso con Giovanni di Spormaggiore, che viveva a Flavon. 
Nel 1426 il principe vescovo di Trento Alessandro di Masovia investì delle decime di Quetta e Monclassico a Walter di Flavon, da non confondersi col fondatore della dinastia di Castel Corona, ma anzi ritenuto da Desiderio Reich figlio di Giovanni di Spormaggiore, assieme alla sorella Giovanna sposata con Gottardo de Mezzo.

### I de Ziliis
Dopo la morte di Walter di Flavon, i benefici passarono alla sorella, che ebbe un solo figlio, Giovanni de Mezzo. Nel 1454 i de Ziliis, famiglia originaria del paese, comprarono da Giovanni la decima di Quetta. Il figlio di Egidio (Zilius, ossia 'giglio', da cui prese nome la famiglia) era padre di Pietro de Ziliis, notaio che determinò l'ascesa della famiglia. Nel 1481 Pietro fu nominato da Giovanni Hinderbach massaro vescovile per la Val di Non e di Sole. Per i suoi meriti come massaro, il principe vescovo concesse la nobiltà ereditaria alla famiglia e il riconoscimento dello stemma interzato in palo con tre gigli.
Figlio di Pietro de Ziliis era Antonio de Ziliis, che dopo il trasferimento a Trento dopo gli studi a Padova, iniziò ad essere conosciuto con il cognome "di Quetta". Egli fu consulente giuridico del principe vescovo Bernardo Clesio, per il quale redasse lo Statuto di Trento, rimasto in vigore fino al 1807. Negli anni '30 prese residenza a Palazzo Quetta - Alberti Colico, che ristrutturò con l'aspetto che ancora oggi è visibile in Via Rodolfo Belenzani, con lo stemma della famiglia scolpito sulla pietra di volta del portale. Nel 1537 Antonio Quetta ottenne il titolo comitale dall'imperatore Ferdinando I d'Asburgo, dal quale fu nominato oratore cesareo nella prima fase del Concilio di Trento. 

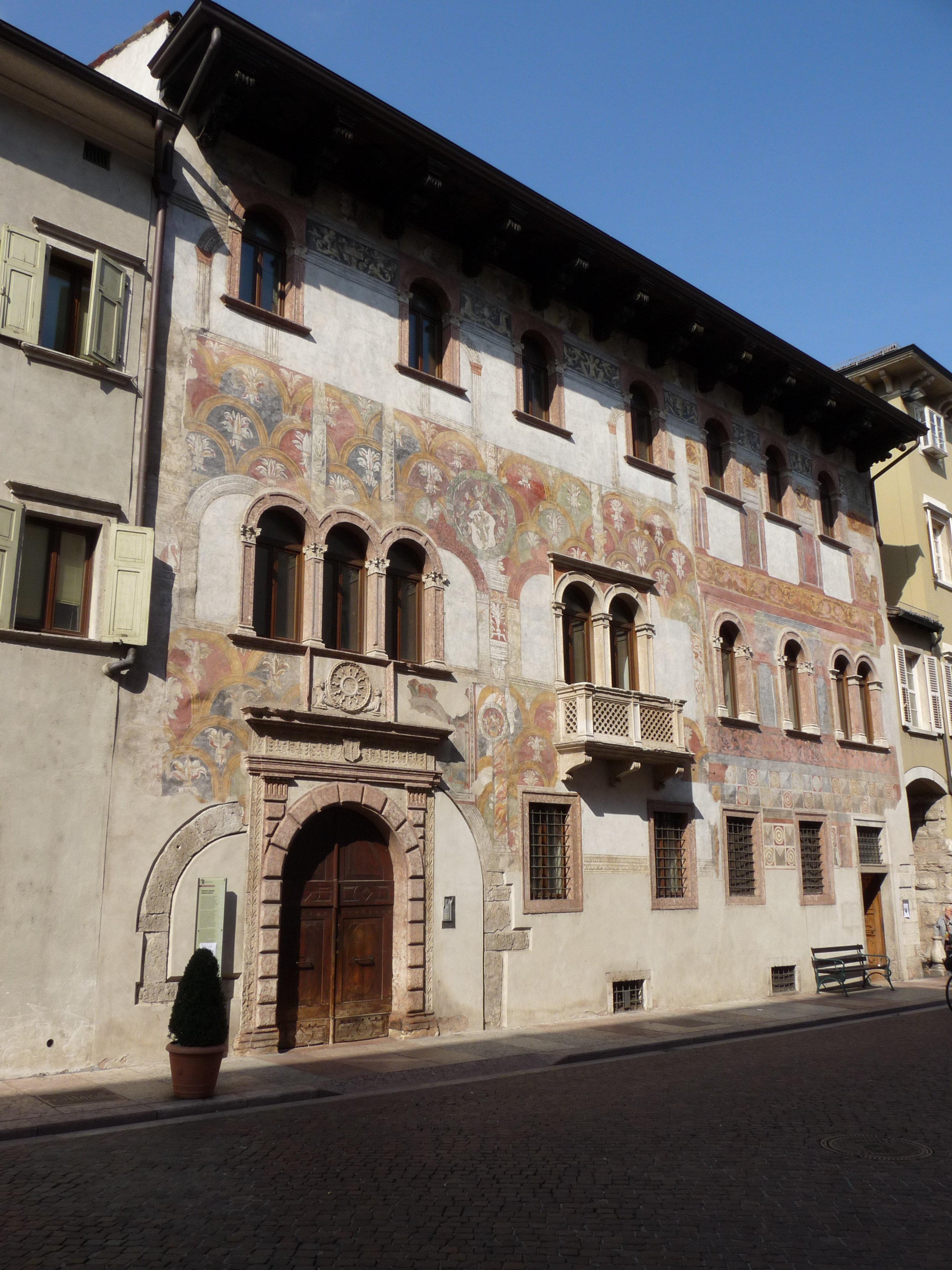
Palazzo Quetta, Trento

### Età contemporanea
Quetta è stato comune autonomo fino al 1928, anno in cui venne aggregato a Denno. Nel dicembre del 1951 si tenne un referendum popolare che sancì la fine del "Comune Grande" di Denno e la nascita del comune di Campodenno, del quale entrò a far parte.

## Monumenti e luoghi d'interesse

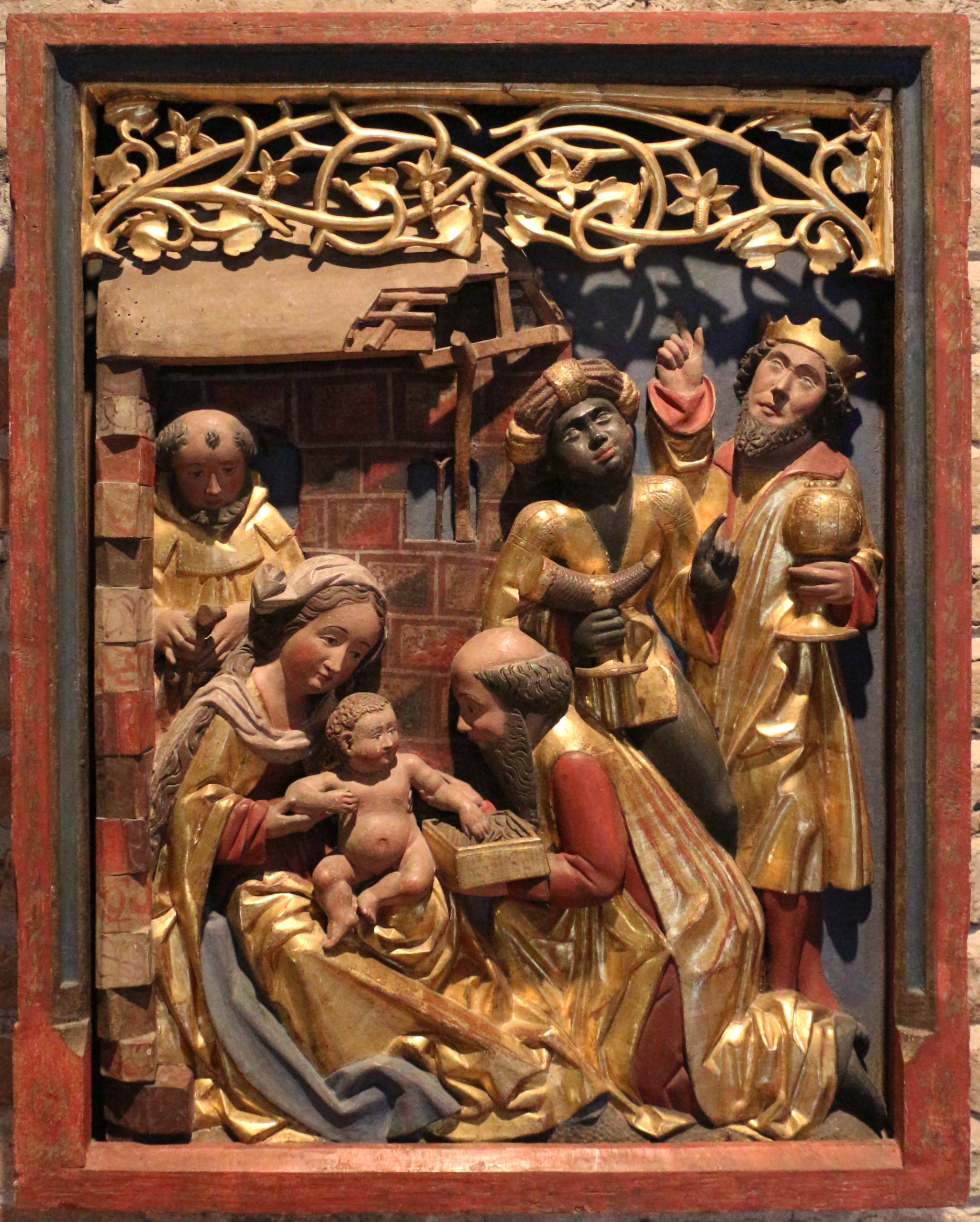
Adorazione dei Magi, ora al Museo diocesano tridentino

- Chiesa di Sant'Egidio, attestata nel 1329 con intitolazione ai santi Re Magi. Ricostruita nel XVI secolo, al suo interno era presente un bassorilievo ligneo raffigurante L'adorazione dei Magi, del terzo decennio del Cinquecento, ora conservato al Museo diocesano tridentino.[15][16]

## Sport
Il paesino aveva una squadra di calcio, "US Quetta", fondata nel 1981 e militante in Terza Categoria. La società calcistica nel 1990 si aggregò con altre formazioni locali e diede vita all'Unione Sportiva Bassa Anaunia, che attualmente milita nel girone di Promozione trentino.